# Спорыш (яйцо)
Спорыш (спорышек, вы́носок, сно́сок, сносочек, петушье яйцо) — уродливое маленькое куриное яйцо размером около одного — двух сантиметров. Такое яйцо покрыто твёрдой скорлупой и не имеет белка (внутри находится один желток).
По суеверным представлениям петушье-яйцо или подобные яйца несут старые (7-летние) куры. Считалось, что если подобное яйцо высидит жаба или змея, либо выносит в подмышечной впадине в течение шести недель девственница, то из него вылупится василиск. Также считалось, что оно приносит беду, благодаря почему появилась поговорка: «Кому поведётся, у того и петух несётся»
В России, в стародавние времена, считалось что курицу оплодотворяет демон, когда при порыве ветра у неё задираются задние перья, обнажая клоаку. И именно в результате этой «связи» и появляется сносок.
Также «петушьими яйцами» на Руси называли яйца ужей. Им тоже приписывали магические свойства.